# Patekatl

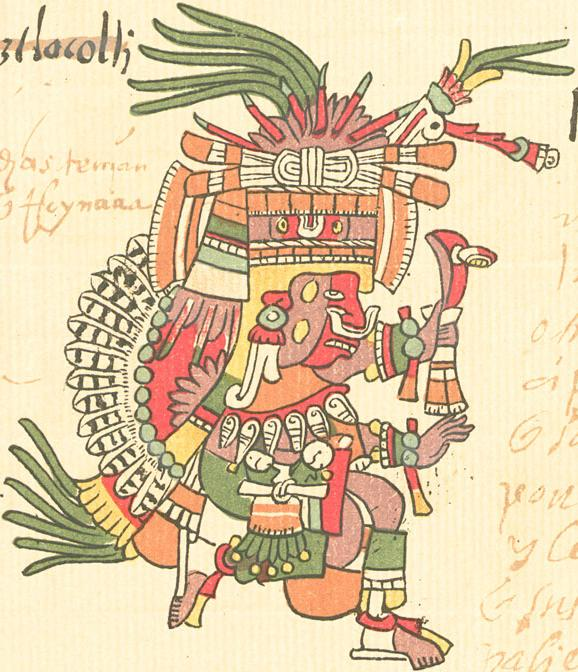
Patekatl

Patekatl (spanyolos írásmóddal Patécatl vagy Patecatl, jelentése: az orvosságok országából származó) isten az azték mitológiában. Az oktli nevű bódító italhoz használt füvek és gyökerek megszemélyesítője, Majavel agávéistennő férje. Az ábrázolásokon baltát és pajzsot vagy agávégyökeret és ásóbotot tart a kezében. Eredetileg a vasztékok istene volt.